# Michael Owen
Michael James Owen (Chester, 14 de dezembro de 1979) é um ex-futebolista inglês que atuava como atacante.
Revelado nas categorias de base do Liverpool, ganhou destaque mundial na Copa do Mundo FIFA de 1998, após marcar um gol memorável num jogo contra a Argentina nas oitavas de final. Depois disso ajudou o Liverpool a reconquistar, cada vez mais, notoriedade no cenário do futebol internacional ganhando a Copa da UEFA de 2000–01 e conseguindo bons resultados na Premier League. Ele também ganhou a Bola de Ouro de 2001. Na Copa do Mundo FIFA de 2002, Owen também se destacou mas não conseguiu evitar a eliminação da Inglaterra nas quartas de final contra o Brasil.
Em 2004 foi contratado pelo Real Madrid, mas não conseguiu se firmar na equipe dos Galácticos, voltando ao seu país natal para jogar no Newcastle United em 2005. Quatro anos depois, o atacante foi uma das contratações do Manchester United na busca de suprir a ausência de Cristiano Ronaldo, que ironicamente havia sido contratado pelo Real Madrid.

## Infância e juventude
Michael Owen é filho de Janette e Terry Owen. Ele tem dois irmãos mais velhos, Andrew e Terry Junior, uma irmã mais velha, Karen, e uma irmã mais nova, Lesley. Ele é de ascendência escocesa e galesa.
O pai de Michael, Terry, já havia jogado anteriormente pelo Everton, e Michael frequentemente jogava futebol com seu pai e seus irmãos. Como um torcedor do Everton, ele insistia que era Gary Lineker sempre em que a família jogava.
Quando Michael tinha somente sete anos, Terry persuadiu o treinador de Mold Alexandra a deixá-lo em seu time de garotos de dez anos. Michael era um pouco mais novo que a maioria, e muito menor, mas ele foi logo mostrando sua habilidade e começou jogando na maioria das partidas, o que o tornou conhecido como a 'arma secreta' do time. No ensino fundamental, ele também jogou pela sua escola em Hawarden, Gales, quebrando todos os recordes locais envolvendo gols em sua primeira temporada.
Em seu segundo grau em Hawarden High School, Michael Owen também jogou pelo time escolar.
Seus recordes e sua habilidade atraíram muita atenção dos times de ponta ingleses, mas como ainda era um estudante "júnior", a escola tinha a palavra final e havia uma política de não autorizar pupilos assinarem contratos enquanto muito novos.

## Carreira

### Liverpool
Com 12 anos, Michael Owen ingressou na escola local, Hawarden High. Ele poderia agora acertar os termos de School Boy (garoto da escola/escolar) com algum clube, e teve conversações com Chelsea, Manchester United e Arsenal. Ele eventualmente assinou com o Liverpool, e foi o clube quem o persuadiu a cursar a Escola da FA de Excelência em Lilleshall, Shropshire com 14 anos. Nessa época, ele estudava na Idsall School, em Shifnal, Shropshire, e havia conquistado dez GCSE's (General Certificate of Secondary Education).
O Liverpool contratou Owen após ele se graduar em Lilleshall com 16 anos, e ele ingressou no clube no esquema de treinamento para jovens. Com a ajuda de Owen, o time de juniores do Liverpool ganhou a Copa da Inglaterra de Juniores em 1996. Depois de quatro meses, Michael assinou um contrato profissional com o clube mesmo tendo apenas 17 anos recém completados.
Michael Owen fez a sua estreia pelo Liverpool contra o Wimbledon em maio de 1997, entrando como substituto e marcando um gol. Com uma lesão de Robbie Fowler, ele foi posto imediatamente em ação como titular ao lado de jogadores como Paul Ince e Steve McManaman durante a temporada 1997–98. Owen terminou o torneio como artilheiro da Premier League, marcando dezoito gols (igual a Chris Sutton e Dion Dublin), e foi eleito como o jogador jovem do ano pela PFA.
Na Copa do Mundo FIFA de 1998, Michael Owen foi a estrela da Inglaterra e se tornou conhecido no mundo inteiro. Seu gol contra a Argentina surpreendeu o planeta, e é considerado por muitos um dos gols mais espetaculares da Inglaterra em Copas.
Nas eliminatórias para a Euro 2000, Owen estava sofrendo de distensão muscular e foi tratado pelo médico Hans Muller-Wolfhart, do Bayern de Munique.
Michael continuou a ser um goleador consistente pelo Liverpool, e em 2001, ajudou o clube a conquistar a mais gloriosa temporada em vários anos. O time ganhou a Copa da Liga, a Copa da Inglaterra e a Copa da UEFA, com Owen marcando dois gols nos últimos minutos contra o Arsenal na final da Copa da Inglaterra, para transformar o resultado completamente, e o que aparentava terminar por 1 a 0 foi uma virada de 2 a 1. Surpreendentemente, Owen não marcou na incrível vitória de 5 a 4 sobre o Alavés na final da Copa da UEFA, e foi substituído no decorrer da partida.
Devido às vitórias na Copa da Inglaterra e na Copa da UEFA, o Liverpool disputou a Supercopa da Inglaterra e a Supercopa da UEFA no início da temporada 2001–02. Os Reds ganharam ambas as partidas e, como de costume, Michael Owen não passou em branco e marcou gols nas duas partidas, sendo o segundo gol contra o Manchester United para finalizar o placar pela Supercopa da Inglaterra, e o terceiro gol na vitória de 3 a 2 sobre o Bayern de Munique. Essas vitórias fizeram do Liverpool o primeiro clube inglês a ganhar cinco títulos em uma temporada.
Uma semana depois, Owen e seus companheiros de Liverpool se encontrariam novamente com o goleiro Oliver Kahn, do Bayern, na vitória histórica inglesa de 5 a 1 sobre a Seleção Alemã na qual Michael Owen marcou três gols (hat-trick). Como o jogo foi em Munique, foi somente a segunda vez em que os alemães foram batidos jogando em casa em alguma Eliminatória para a Copa do Mundo FIFA.
No final do ano, Owen se tornou o primeiro jogador britânico em 20 anos a conquistar o prêmio de Jogador Europeu do Ano (mais conhecido como Ballon d'Or), superando craques como Francesco Totti.
Graças às contínuas campanhas fracas do Liverpool na Premier League e na Liga dos Campeões da UEFA, e à sua ambição de algum dia jogar Europa afora, Owen foi frequentemente ligado à transferências para outros clubes. Por 8 milhões de libras, teve sua contratação oficializada pelo Real Madrid no dia 13 de agosto de 2004, com a saída do meio-campista Antonio Nuñez para o clube inglês para fazer peso na transferência.
O Liverpool não teve escolha e só restou ao time aceitar a oferta, devido ao fato de que Owen só tinha mais onze meses de contrato antes dele poder assinar gratuitamente com outro clube (o que havia acontecido anteriormente quando o clube perdeu Steve McManaman em uma maneira similar). Apesar de Owen ter esclarecido que não deixaria o clube em uso da Lei Bosman, o fato do atacante não ter assinado um novo contrato com o Liverpool, que o propôs por 14 meses deixou um claro sinal aos fãs de sua intenção. Ainda assim, mesmo sendo uma das revelações mais bem-sucedidas da academia de jovens do clube em que serviu de maneira honrosa durante anos, a maneira como saiu ainda machuca torcedores que o acusam de ter forçado o clube a vendê-lo.

### Real Madrid
No dia 14 de agosto de 2004, Owen foi apresentado oficialmente no Estádio Santiago Bernabéu pelo presidente Florentino Pérez. Ao receber a camisa 11 das mãos de Alfredo Di Stéfano, ídolo do clube, o atacante afirmou:
| “                                               | Meu pai falava-me do Real Madrid dos anos 50, com dois atacantes fenomenais como Puskás e Di Stéfano. E também me falou do número 11 mais rápido que já viu em sua vida, Gento. É um orgulho levar seu número no Real. | ” |
| — Owen, durante sua apresentação no Real Madrid | |   |

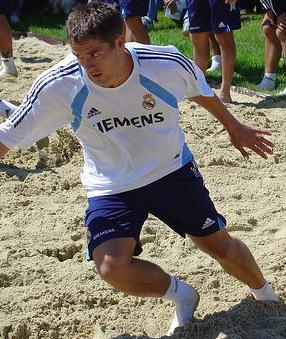
Owen treinando em 2005 pelo time de Madrid

O inglês teve um início lento em sua carreira madridista, muito por conta da forte concorrência no ataque da equipe, que já contava com Raúl e Ronaldo como titulares. Além disso, Owen teve que aturar críticas de fãs e da imprensa espanhola devido à sua falta de condição física adequada, sendo regularmente confinado no banco de reservas durante as partidas. Entretanto, um excelente retorno à convocação com a Seleção Inglesa em outubro de 2004 acabara por reviver a sua moral, e no retorno para o time de Madrid, Owen marcou seu primeiro gol com seu novo clube, dando a vitória para o time contra o Dínamo de Kiev pela Liga dos Campeões da UEFA, num resultado de 1 a 0 na fase de grupos da competição. Owen rapidamente acharia de novo o caminho das redes com o seu primeiro gol na La Liga, novamente dando a vitória por 1 a 0, desta vez contra o Valencia. Também marcou mais três gols nos quatro jogos seguintes, o que culminou em uma série de cinco gols em sete partidas. Ele terminou a temporada com um respeitável número de 13 gols no Campeonato Espanhol (a maior média de gols marcados considerando o número de minutos jogados), e o Real Madrid finalizou com a segunda colocação no campeonato, atrás do seu rival Barcelona.
Em agosto de 2005, surgiram especulações de que Owen em breve deixaria o Real Madrid para voltar à sua terra natal e assegurar a posição de principal atacante da Seleção Inglesa. Outros acontecimentos que aumentaram as especulações foram as contratações por parte do Real Madrid de dois jogadores brasileiros: o atacante Robinho e o meia Júlio Baptista. Durante seu tempo no clube merengue, Michael Owen marcou em uma importante vitória de 4 a 2 sobre o poderoso rival Barcelona. Ironicamente, no final dessa temporada o Liverpool viria a se sagrar campeão da Liga dos Campeões, derrotando o Milan na final.
No dia 30 de agosto de 2005, o Newcastle, clube do lendário centroavante Alan Shearer, anunciou que havia acertado com o clube de Madrid a transferência de Michael Owen por uma verba recorde de 16 milhões de libras, apesar de eles ainda terem que negociar com o empresário do jogador. O Everton e seu arquirrival Liverpool entraram na disputa por Owen, mas ambos não conseguiram satisfazer o valor proposto pelo Real Madrid. Há um ano da Copa do Mundo, Owen decidiu reforçar os Magpies.

### Newcastle United
Em 31 de agosto de 2005, Owen finalmente assinou um contrato de quatro anos para jogar pelo Newcastle United, desmentindo as especulações iniciais de que ele retornaria ao Liverpool. 20 mil torcedores estavam presentes no St. James' Park, estádio do Newcastle, para a apresentação oficial do atacante. Ele marcou seu primeiro gol pelo clube em sua segunda partida, o segundo da vitória de 3 a 0 sobre o Blackburn no dia 18 de setembro – a primeira vitória do Newcastle na temporada. Owen marcou seu primeiro hat-trick pelo seu novo time em uma vitória de 4 a 2 contra o West Ham, em 17 de dezembro. Esse tipo de hat-trick é considerado perfeito, pois significa que ele marcou de pé esquerdo, pé direito e de cabeça.

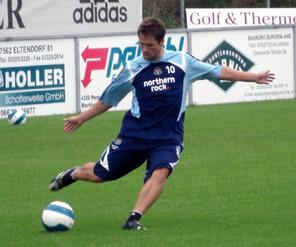
Owen durante um treino do Newcastle em 2007

Michael Owen, porém, conviveu com muitas lesões sérias desde que chegou ao Newcastle. No dia 31 de dezembro de 2005, ele quebrou o osso do metatarso no seu pé em uma partida contra o Tottenham. Owen passou por uma cirurgia bem-sucedida para pôr um pino no osso com a finalidade de ajudar a agilizar o processo de recuperação. O esperado era de que ele estivesse pronto até o final de março, mas seu processo de recuperação não correu como o esperado e no dia 24 de março, Michael passou por uma segunda operação. Owen então se preparou para estar pronto até as semanas finais da temporada com o Newcastle. Seu retorno aos campos finalmente veio contra o Birmingham no dia 29 de abril, quando ele saiu do banco de reservas aos 62 minutos de jogo. Após a partida, Owen comentou que não estava "100% feliz" com seu pé. Ele passou por um raio X e ficou indisponível para a última partida do Newcastle na temporada.
Um machucado nos ligamentos do joelho direito, ocorrido no primeiro minuto da partida na fase de grupos contra a Suécia, na Copa do Mundo FIFA de 2006, viria a deixar Owen fora de jogo por aproximadamente um ano. A lesão de Michael deu origem à disputa "clube ou seleção", entre seu time e a seleção nacional inglesa. Como a apólice de seguros da Football Association (FA) não reembolsaria completamente o Newcastle pelo salário de mais de 100 libras por semana de Owen, ou os custos de empregar algum outro jogador para cobrir a lesão do Golden Boy, o dirigente do clube, Freddy Shepherd, tratou por conseguir a compensação financeira da FA. A contusão também viu o tempo passar para sua cláusula de rescisão; parecia provável que Owen deixaria o Newcastle em um futuro próximo. Porém rumores circularam na internet de que Owen pode voltar a atuar no início de abril.
Michael Owen marcou, oficialmente, trinta gols pelo Newcastle. Mas em um artigo de um blog não-oficial do clube inglês, foi destacado que o gol marcado por Emre Belözoğlu contra o Birmingham, em 2005, pode ter desfrutado de um desvio crucial de Owen para tirar a bola do goleiro.

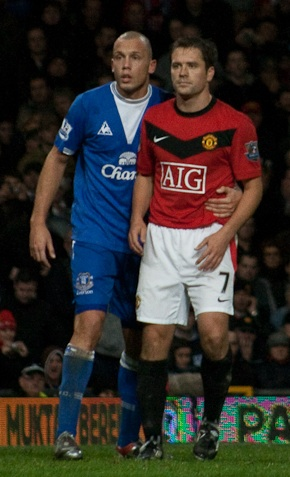
Owen sendo marcado pelo zagueiro Johnny Heitinga, do Everton, em novembro de 2009

### Manchester United
No dia 3 de julho de 2009, Michael Owen foi contratado pelo Manchester United numa transferência livre de custos. O treinador Alex Ferguson, acreditando no potencial de Owen, apostou alto e o integrou à equipe de Wayne Rooney, Rio Ferdinand, Ryan Giggs e cia. A contratação, além de tentar resgatar o futebol jogado por Owen alguns anos antes, buscava suprir a vaga de Cristiano Ronaldo, recentemente vendido pelo United ao Real Madrid. Owen classificou a chance como uma "uma fantástica oportunidade, que agarrarei com as duas mãos", agradecendo ainda a oportunidade de Ferguson: "quero agradecer ao Sir Alexander Ferguson pela fé que ele depositou em mim, e eu garanto que pagarei a ele de volta com gols e boas atuações".
Em 20 de setembro de 2009, numa de suas primeiras partidas pelo Manchester United, Owen foi o autor do gol da vitória por 4 a 3 sobre o Manchester City, no Dérbi de Manchester. O gol foi marcado aos 50 minutos do segundo tempo, levando ao delírio os torcedores dos Red Devils no Old Trafford.
No dia 17 de maio de 2012, devido a uma série de lesões, o Golden Boy deixou o Manchester United após três temporadas. Pelos Diabos Vermelhos, realizou 52 jogos e marcou 17 gols.

### Stoke City
Livre para assinar com um novo time, Owen recebeu propostas de diversos clubes pelo mundo, porém, escolheu o Stoke City pelo fato da proximidade da cidade de Stoke-on-Trent ao haras onde cria cavalos (cerca de 40 km). O Everton era outro interessado em contar com o futebol do atacante. Ele recebeu a camisa 10 de Ricardo Fuller e fez a sua estreia em um empate de 1 a 1 contra o Manchester City, no dia 15 de setembro. O início de Owen no novo clube foi prejudicado por uma lesão no tendão. O jogador marcou seu primeiro e único gol pelo Stoke no dia 19 de janeiro de 2013, numa derrota de 3 a 1 para o Swansea, seu primeiro gol desde 25 de outubro de 2011. Ao fazer isso, ele tornou-se o sétimo jogador a atingir 150 gols na Premier League.

### Aposentadoria
Em 19 de março de 2013, Owen anunciou que se aposentaria ao final da temporada. O atacante afirmou:
| “ | Não há dúvidas de que eu ainda tinha condições para continuar jogando, me sinto bem fisicamente. Mas, depois que se chega ao topo, é difícil saber que você não está mais lá, e que não consegue decidir uma partida como antes. Não é agradável". | ” |

## Seleção Nacional
Owen teve um bem-sucedido início pelas seleções de base inglesas, apesar de que era somente um membro da Seleção Inglesa Sub-21 quando fez a sua estreia pela Seleção Inglesa principal em um amistoso perdido por 2 a 0 para o Chile, em fevereiro de 1998. Sua atuação nessa partida fez do pequeno atacante de Chester o mais novo jogador a representar a Inglaterra no século XX.
O entusiasmo de Owen, somado com seu talento e habilidade, fizeram dele um jogador popular em seu país; muitos torcedores o queriam como titular na Seleção para a Copa do Mundo FIFA de 1998. Seu primeiro gol pela Inglaterra, contra Marrocos em um outro amistoso, só aumentaram os chamados de titularidade. Esse gol também fez de Owen o jogador mais jovem da história a marcar um gol pela Seleção Inglesa, recorde esse que viria a ser batido por Wayne Rooney em 2003.
Apesar de ser sido convocado para a Copa pelo treinador Glenn Hoddle, Owen foi mantido no banco de reservas como substituto nas duas primeiras partidas. Entretanto, vindo do banco de suplentes no segundo jogo, contra a Romênia, Owen provou ser, mesmo muito jovem, merecedor de uma vaga na Inglaterra após marcar um gol e ainda acertar a trave em outro chute. Depois disso, Hoddle não teve escolha e escalou Michael Owen para o time titular Inglês, e nas oitavas-de-final do torneio, contra a Argentina, marcou um gol antológico em uma jogada individual sensacional, o que lhe rendeu atenção no cenário futebolístico mundial. A Inglaterra empatou a partida e foi eliminada do torneio na decisão por pênaltis, mas Owen havia selado seu lugar como uma das melhores opções da Seleção e sua popularidade havia crescido assustadoramente. No final do ano, o atacante ganhou o prestigioso prêmio de Personalidade Esportiva do Ano da BBC. Eleito pelo público, foi o mais jovem a recebê-lo.
Owen atuou pela Inglaterra na Euro 2000, na Copa do Mundo FIFA de 2002 e na Euro 2004, marcando em ambos os três torneios. Esse feito fez dele o único jogador a já ter marcado em quatro torneios pela Inglaterra. Michael também se tornou um dos jogadores ingleses a disputar três Copas do Mundo quando jogou a Copa do Mundo FIFA de 2006, apesar de não ter feito nenhum gol e ter se lesionado na última partida da primeira fase.
Em abril de 2002, Owen foi nomeado o capitão da Inglaterra contra o Paraguai no lugar do lesionado capitão David Beckham. Como de costume, Michael foi o mais novo capitão inglês desde Bobby Moore em 1963, e desde então vinha assumindo esse posto regularmente em qualquer ausência de Beckham.
Michael Owen estreou pela Seleção B da Inglaterra em um amistoso contra a Bielorrússia, em 25 de maio de 2006, para recuperar condição física para a Copa do Mundo de 2006. Ele foi o capitão da Inglaterra B nesse jogo, atuando por 61 minutos antes de ser substituído.
Até 20 de junho de 2006, Owen disputou 80 jogos com a Inglaterra e marcou 36 gols. Ele é o sexto maior artilheiro da história da Seleção, atrás de Wayne Rooney, Bobby Charlton, Gary Lineker, Jimmy Greaves e Harry Kane. Ele e Lineker, juntamente, sustentam o recorde de vinte e dois gols em partidas oficiais: Copa do Mundo, Eurocopa e suas devidas eliminatórias.
Em sua 80ª partida com a Seleção (contra a Suécia, no último jogo da fase de grupos da Copa do Mundo de 2006), Owen só teve tempo de jogar 51 segundos e então sofreu uma grave lesão em seu joelho e foi forçado a abandonar a partida; Peter Crouch entrou em seu lugar. Isso acabou com o que veio a ser um péssimo torneio para Michael Owen, e acabou completamente com as chances de fazer do atacante o primeiro jogador inglês da história a marcar gols em cinco torneios seguidos. Um raio X da contusão feito em 21 de junho mostrou que ele lesionou o ligamento cruzado anterior de seu joelho e logo em seguida foi mandado para casa, pois não teria condições de atuar na Copa. A expectativa era de voltar a jogar somente depois de um ano. Owen passou por uma bem-sucedida cirurgia de reconstrução do LCA, realizada pelo doutor Richard Steadman no dia 6 de setembro, e a expectativa foi de que o atacante ficasse fora de seis a oito meses.

### Copa do Mundo FIFA de 2010
Owen esperava ser convocado para a Copa do Mundo FIFA de 2010, realizada na África do Sul, quando uma triste notícia pegou a todos de surpresa: o atacante sofreu uma grave lesão muscular, durante a decisão da Copa da Liga Inglesa contra o Aston Villa, em fevereiro de 2010. Isso fez com que ele ficasse o resto da temporada sem jogar. Owen tinha feito o primeiro gol na vitória do Manchester United por 2 a 1, mas logo em seguida sentiu dores e foi substituído ainda no primeiro tempo por Wayne Rooney.

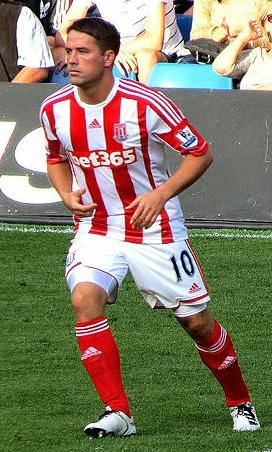
Owen pelo Stoke City em setembro de 2012

## Vida pessoal
Owen é casado com Louise Davis Bonsall (nascida em 14 de fevereiro de 1980 em Chester, Cheshire). Eles se casaram em junho de 2005 e estão juntos desde 14 de fevereiro de 2004. Eles já se conheciam desde que começaram a estudar juntos no ensino fundamental em 1994. Eles se tornaram pais no dia 1 de maio de 2003 quando a filha do casal, Gemma Rose Owen, nasceu. Owen e Louise tiveram um filho, James Michael Owen, que nasceu no dia 6 de fevereiro de 2006, a terceira filha, Emily May, nascida em 29 de outubro de 2007, e a quarta filha do casal, Jessica Owen, nascida em 26 de fevereiro de 2010.
O casal inicialmente havia planejado se casar em casa (próxima a Northop e Stoughton), mas mudou de planos.
Owen também comprou uma rua inteira para sua família (Austen Close, Ewloe), a qual está localizada em um local próximo aonde ele vivia.

## Estatísticas
Atualizadas até 24 de dezembro de 2009
| Clube             | Temporada | Liga  | Liga | Copa  | Copa | Copa da Liga | Copa da Liga | Competições europeias | Competições europeias | Outras competições | Outras competições | Total | Total |
| Clube             | Temporada | Jogos | Gols | Jogos | Gols | Jogos        | Gols         | Jogos                 | Gols                  | Jogos              | Gols               | Jogos | Gols  |
| ----------------- | --------- | ----- | ---- | ----- | ---- | ------------ | ------------ | --------------------- | --------------------- | ------------------ | ------------------ | ----- | ----- |
| Liverpool         | 1996–97   | 2     | 1    | 0     | 0    | 0            | 0            | 0                     | 0                     | 0                  | 0                  | 2     | 1     |
| Liverpool         | 1997–98   | 36    | 18   | 0     | 0    | 4            | 4            | 4                     | 1                     | 0                  | 0                  | 44    | 23    |
| Liverpool         | 1998–99   | 30    | 18   | 2     | 2    | 2            | 1            | 6                     | 2                     | 0                  | 0                  | 40    | 23    |
| Liverpool         | 1999–00   | 27    | 11   | 1     | 0    | 2            | 1            | 0                     | 0                     | 0                  | 0                  | 30    | 12    |
| Liverpool         | 2000–01   | 28    | 16   | 5     | 3    | 2            | 1            | 11                    | 4                     | 0                  | 0                  | 46    | 24    |
| Liverpool         | 2001–02   | 29    | 19   | 2     | 2    | 0            | 0            | 12                    | 5                     | 2                  | 2                  | 45    | 28    |
| Liverpool         | 2002–03   | 35    | 19   | 2     | 0    | 4            | 2            | 13                    | 7                     | 1                  | 0                  | 55    | 28    |
| Liverpool         | 2003–04   | 29    | 16   | 3     | 1    | 0            | 0            | 6                     | 2                     | 0                  | 0                  | 38    | 19    |
| Liverpool         | Total     | 216   | 118  | 15    | 8    | 14           | 9            | 52                    | 21                    | 3                  | 2                  | 297   | 158   |
| Real Madrid       | 2004–05   | 35    | 13   | 4     | 2    | –            | –            | 4                     | 1                     | 0                  | 0                  | 43    | 16    |
| Real Madrid       | Total     | 35    | 13   | 4     | 2    | –            | –            | 4                     | 1                     | 0                  | 0                  | 43    | 16    |
| Newcastle United  | 2005–06   | 11    | 7    | 0     | 0    | 0            | 0            | 0                     | 0                     | 0                  | 0                  | 11    | 7     |
| Newcastle United  | 2006–07   | 3     | 0    | 0     | 0    | 0            | 0            | 0                     | 0                     | 0                  | 0                  | 3     | 0     |
| Newcastle United  | 2007–08   | 29    | 11   | 3     | 1    | 1            | 1            | 0                     | 0                     | 0                  | 0                  | 33    | 13    |
| Newcastle United  | 2008–09   | 27    | 8    | 2     | 0    | 2            | 2            | 0                     | 0                     | 0                  | 0                  | 31    | 10    |
| Newcastle United  | Total     | 70    | 26   | 5     | 1    | 3            | 3            | 0                     | 0                     | 0                  | 0                  | 78    | 30    |
| Manchester United | 2009–10   | 14    | 2    | 0     | 0    | 2            | 1            | 6                     | 4                     | 1                  | 0                  | 23    | 7     |
| Manchester United | Total     | 14    | 2    | 0     | 0    | 2            | 1            | 6                     | 4                     | 1                  | 0                  | 23    | 7     |
| Total             | Total     | 335   | 159  | 24    | 11   | 19           | 13           | 62                    | 26                    | 4                  | 2                  | 441   | 211   |

## Títulos
Liverpool
- Copa da Inglaterra: 2000–01
- Copa da Liga Inglesa: 2000–01 e 2002–03
- Supercopa da Inglaterra: 2001
- Copa da UEFA: 2000–01
- Supercopa da UEFA: 2001

Manchester United
- Copa da Liga Inglesa: 2009–10
- Supercopa da Inglaterra: 2010
- Premier League: 2010–11

### Prêmios individuais
- FIFA 100[27]
- Ballon d'Or: 2001
- Melhor Jogador do Mundo pela World Soccer: 2001
- Melhor Jogador Jovem da Copa do Mundo FIFA: 1998
- Homem do jogo da Supercopa da UEFA: 2001
- Jogador jovem do ano da PFA: 1998
- Personalidade do ano pela BBC Sports: 1998
- Equipe da década da Premier League: 1992–2002
- Melhor jogador inglês do ano: 1999
- Hall da Fama do Futebol Inglês: 2014
- Prémio Golden Foot: 2017 (Lenda do Futebol)

### Artilharias
- Premier League: 1997–98 (18 gols) e 1998–99 (18 gols)